# Смарт, Дэвид
Дэвид Смарт (англ. David A. Smart, род. в октябре1892 — ум. 15 октября 1952) — со своим братом Альфредом Смартом (1895—1951) были издателями журналов «Esquire» и «Coronet».

## Ранние годы
Он был рождён в 1892 году Mary Aronson (род. в январе 1872 г.) и Louis Smart (род. в феврале 1866 г.) в Омахе, Небраска. Его отец эмигрировал из России в 1883 году. Имеет четверых братьев и сестер: брат Альфред Смарт (1895—1951), Джон Смарт, Вера Смарт Эльден (Vera Smart Elden, 1899-?) и Флоренс Смарт Ричардс.
Семья переехала в штат Иллинойс. Другим рискованным предприятием братьев была компания «Coronet Films», в 1950-х годах продюсирующая образовательные и развивающие фильмы. Они демонстрируются в Музее искусств имени Смартов.

## Братья и сестры

### Альфред Смарт (1895—1951)
Родился в Омахе, Небраска, 17 июня 1894 года и посещал Университет Иллинойса. После Первой мировой войны они со своим братом зарегистрировали издательство «Publishing Enterprises». Он был секретарём и казначеем до 1947 года, когда был назначен президентом журнала Esquire. Третий брат, Джон Смарт, был вице-президентом. Альфред умер 4 февраля 1951 года в Чикаго.